# Tachtigers
I Tachtigers (o Movimento degli Ottanta) era un gruppo letterario olandese, composto da poeti e scrittori e da cui ebbe origine un movimento letterario che si sviluppò tra il 1880 e il 1894 circa. I Tachtigers sono importanti nei Paesi Bassi soprattutto perché diedero inizio al rinnovamento dell'arte poetica. Il movimento è considerato una continuazione del Romanticismo e contemporaneamente una reazione ad esso.

## Caratteri e principi
Nel 1885 un gruppo di giovani autori fondò una rivista, De Nieuwe Gids. In opposizione agli scrittori della generazione precedente, essi scrivevano solo per creare Bellezza. I predicatori-poeti del XIX secolo (i dominee-dichters) avevano scritto molte poesie intimistiche e d'occasione, spesso usandole per trasmettere un messaggio pio: per loro l'arte era una sorta di gancio a cui appendere un messaggio "utile". I Tachtigers invece sostenevano il principio dell'arte per l'arte e l'importanza dell'estetica. La loro letteratura era l'opposto dell'arte impegnata, non si occupava di problemi attuali e pressanti; al contrario, per loro il tema più importante era lo stato d'animo. L'arte era "l'espressione più personale dell'emozione più personale", come diceva il leader dei Tachtiger, Willem Kloos.
I Tachtigers pongono l'enfasi meno sulla devozione religiosa e più sulla "venerazione" della bellezza, ma per il resto avevano alcuni caratteri in comune con i romantici: individualismo, ribellione, amore per la natura. Un concetto che si può applicare ad alcune opere dei Tachtigers è quello di epifania.
I Tachtigers abbandonano il "principio di utilità": l'arte ha essenzialmente una funzione estetica. Inoltre nella loro poesia i Tachtigers cercano di evitare l'uso di cliché ricercando invece l'originalità di immaginazione e l'espressività.
I Tachtigers più famosi sono Willem Kloos, Hélène Swarth, Albert Verwey, Frederik van Eeden, Lodewijk van Deyssel e Herman Gorter. Il poeta Jacques Perk, morto giovanissimo, fu per loro un grande esempio.
L'organo di espressione del movimento era la rivista De Nieuwe Gids, alla cui redazione parteciparono, tra gli altri, Kloos, Van Eeden, Verwey, Jacobus van Looy, Willem Paap,  e Frank van der Goes.

## Principi estetici
I principi del Movimento degli Ottanta possono essere così riassunti:
1. estetismo: esaltazione della bellezza;
2. l'art pour l'art (l'arte per l'arte); l'arte ha come unico scopo quello di essere arte: "All art is quite useless" ("Tutta l'arte è inutile" - Oscar Wilde);
3. individualismo: l'arte come "l'espressione più personale dell'emozione più personale" (Willem Kloos);
4. unità di forma e contenuto: questo in opposizione al precedente principio secondo cui ogni espressione può avere una forma "normale" e una "artisticamente responsabile";
5. la realtà percettibile come punto di partenza: ciò porta al realismo, al naturalismo e sensismo (come diceva Gorter, esprimere nella poesia lirica "l'esperienza sensoriale in modo immediato, spegnendo la ragione");
6. come logica conseguenza, l'esigenza di raggiungere l'originalità e di evitare i cliché tradizionali.

## Esempi
Esempi famosi dell'opera dei Tachtigers sono:
- I sonetti di Jacques Perk e Willem Kloos;
- Il poema epico Mei di Herman Gorter;
- Il racconto De kleine Johannes (Il piccolo Johannes) di Frederik van Eeden.